# Chemsex
Chemsex je označení pro praktiky spojující drogy se sexem, tedy užívání drog za účelem zpříjemnění sexuálních aktivit. Jde o fenomén druhé dekády 21. století, nejedná se ani tak o drogy spojované dříve s taneční scénou, jako spíše drogy nové: GHB (tekutá extáze) a mefedron (mňau mňau), ale též ketamin, MDMA, pervitin, amfetaminy nebo poppers. Zpravidla se jedná o skupinové bytové párty, svolané přes seznamovací aplikace chytrých mobilních telefonů.
K rozmachu dochází zejména v gay komunitě v souvislosti s ubývajícími gay kluby coby alternativními místy k seznámení a samozřejmě s rozvojem smartphonových aplikací. Častější seznamování přes takové aplikace se vysvětluje obecně omezenějšími možnostmi seznamování oproti heterosexuálům.
Riziko těchto aktivit spočívá jednak v souvislosti s drogami v možném vzniku závislosti, jednak v šíření pohlavně přenosných nemocí při střídání partnerů, ztrátě zábran týkajících se bezpečného sexu a také v možnosti nedobrovolného sexu v důsledku drogového opojení.
Na téma byl v roce 2015 natočen filmový dokument Chemsex.

## Slang
Účastníci v aplikacích používají zkratky:
- H&H – high and horny (sjetý a nadržený)
- PnP – party and play (párty a hry)
- chems